# خانه اسفرجانی
خانه اسفرجانی مربوط به اواخر دوره قاجار - اوایل دوره پهلوی است و در شهرستان شهرضا، بخش مرکزی، دهستان اسفرجان، روستای اسفرجان واقع شده و این اثر در تاریخ ۲۲ آبان ۱۳۸۶ با شمارهٔ ثبت ۲۰۰۰۹ به‌عنوان یکی از آثار ملی ایران به ثبت رسیده است.